# Wiener Privatklinik

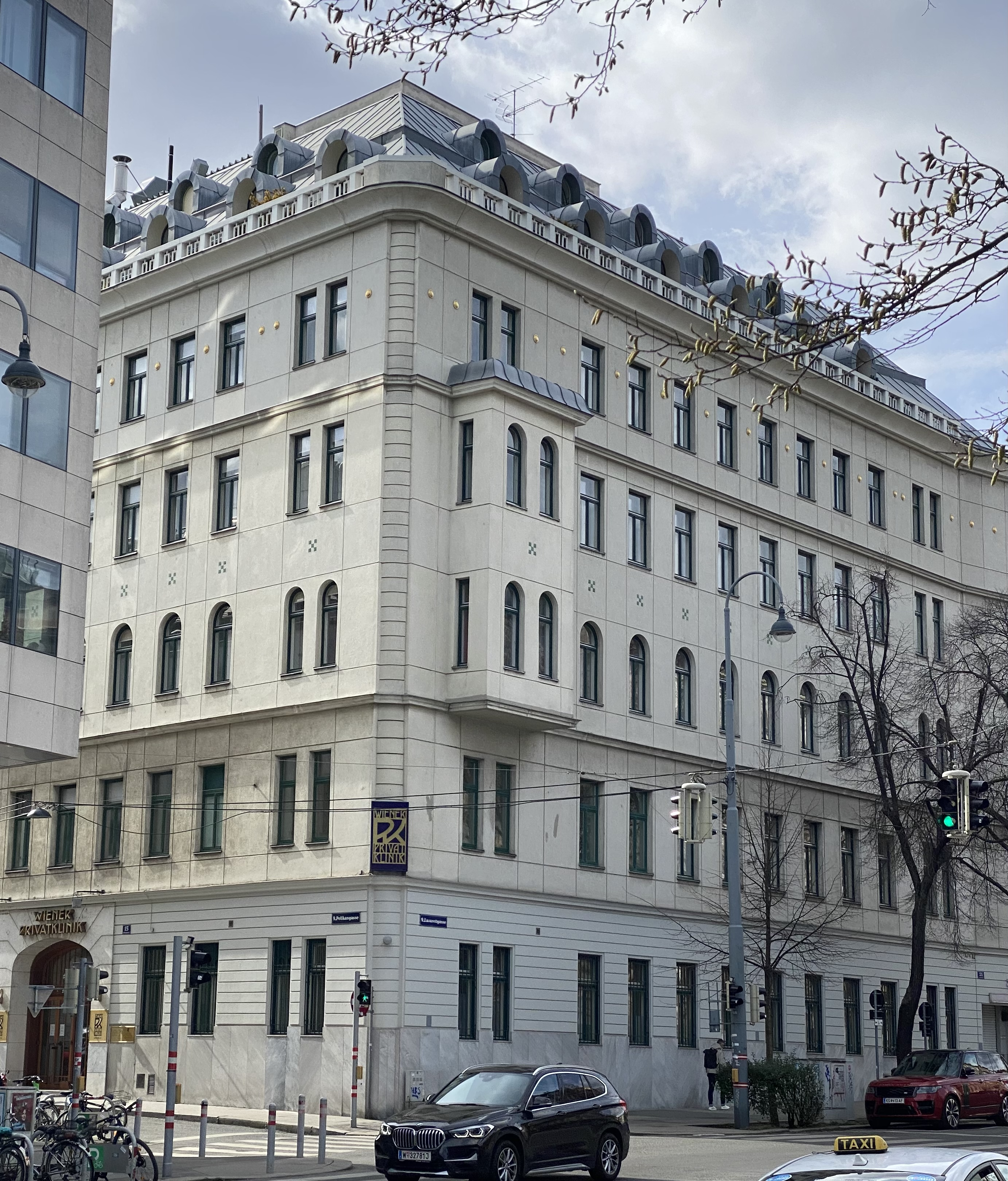
Wiener Privatklinik von der Lazarettgasse aus gesehen

Die Wiener Privatklinik ist ein Belegspital mit medizinischen Schwerpunkten in den Bereichen Chirurgie, Orthopädie, Interne Medizin und Onkologie. Das Spital wurde 1995 gegründet und verfügt über ca. 320 Mitarbeiter. Als ärztlicher Direktor fungiert der Onkologe Christoph Zielinski. Der Internist Walter Ebm, Vorstand der Wiener Privatklinik Holding AG, leitet als Primar das Spital seit seiner Gründung in allen wirtschaftlichen Belangen. Die Einrichtung  befindet sich in unmittelbarer Nähe des Allgemeinen Krankenhauses der Stadt Wien und kann auf dessen Koryphäeen zurückgreifen.
Historisch firmierte 1873 die Frauenheilanstalt des Sanatoriums Löw im Gebäude.